# 拉德科·古达斯
拉德科·古达斯（捷克語：Radko Gudas，1990年6月5日—），捷克男子冰球运动员。他曾代表捷克国家队参加2014年冬季奥林匹克运动会冰球比赛，获得第六名。

## 家庭
父亲莱奥·古达斯。